# Prosolika
Prosolika (lat. Brachiaria), biljni rod iz porodica trava čije je područje rasprostranjenosti uglavnom tropska Afrika.  Rod Brachiaria treba uključiti u Urochloa s. lat. (Kubitzki tom 13). Publikaciju s novim kombinacijama pripremaju Vorontsova et al..
Sedam vrsta Brachiaria trava su tropska krmiva porijeklom iz Afrike. Uvedene su u Ameriku i Australiju 1800-ih. Preko Australije su mnoge vrste kasnije unesene u Aziju i područje južnog Pacifika. Korištenje brachiarie za komercijalnu proizvodnju pašnjaka počelo je tek u Africi početkom dvadeset i prvog stoljeća. Svih sedam vrsta danas je uklopljeno u rod Urochloa, to su: B. arrecta, B. brizantha, B. dictyoneura, B. decumbens, B. humidicola, B. mutica i B. ruziziensis. 
U Hrvatskoj raste dlakava prosolika Brachiaria eruciformis, ali ona je premještena u rod Moorochloa kao Moorochloa eruciformis (Sm.) Veldkamp
Na popisu se vodi 30 vrsta koje taksonomski autoritet za biljke Plants of the World Online, vodi pod unplaced.

## Vrste
1. Brachiaria ambigens Chiov. ex Chiarugi
2. Brachiaria antsirabensis A.Camus
3. Brachiaria bemarivensis A.Camus
4. Brachiaria breviglumis Clayton
5. Brachiaria ciliaris Vanderyst
6. Brachiaria dimorpha A.Camus
7. Brachiaria epacridifolia (Stapf) A.Camus
8. Brachiaria fragrans A.Camus
9. Brachiaria fruticulosa A.Camus
10. Brachiaria gimmae Fiori
11. Brachiaria grossa Stapf
12. Brachiaria humbertiana A.Camus
13. Brachiaria lactea (Mez) A.Camus
14. Brachiaria laeta (Mez) A.Camus
15. Brachiaria lateritica A.Camus
16. Brachiaria lindiensis (Pilg.) Clayton
17. Brachiaria longiflora Clayton
18. Brachiaria marlothii (Hack.) Stent
19. Brachiaria mesocoma (Nees) A.Camus
20. Brachiaria nodosa Renvoize & Bosser
21. Brachiaria perrieri A.Camus
22. Brachiaria psammophila (Welw. ex Rendle) Launert
23. Brachiaria pubescens (Chiov.) Phillips
24. Brachiaria pungipes Clayton
25. Brachiaria stefaninii Chiov.
26. Brachiaria subrostrata A.Camus
27. Brachiaria tsiafajavonensis A.Camus
28. Brachiaria umbellata (Trin.) Clayton
29. Brachiaria umbratilis Napper
30. Brachiaria uzondoiensis Sánchez-Ken